# Physocleora nigrescens
Physocleora nigrescens är en fjärilsart som beskrevs av Louis Beethoven Prout 1910. Physocleora nigrescens ingår i släktet Physocleora och familjen mätare. Inga underarter finns listade i Catalogue of Life.